# Oreogrammitis albosetosa
Oreogrammitis albosetosa är en stensöteväxtart som först beskrevs av Frederick Manson Bailey, och fick sitt nu gällande namn av Barbara S. Parris. Oreogrammitis albosetosa ingår i släktet Oreogrammitis och familjen Polypodiaceae. Inga underarter finns listade.